# Cyanotis reutiana
Cyanotis reutiana är en himmelsblomsväxtart som beskrevs av Gustave Beauverd. Cyanotis reutiana ingår i släktet Cyanotis och familjen himmelsblomsväxter. Inga underarter finns listade.